# Just a Gigolo (film)
Pour les articles homonymes, voir Just a Gigolo et Just a Gigolo (film, 1931).
Pour plus de détails, voir Fiche technique et Distribution.
Just a Gigolo est une comédie française réalisée par Olivier Baroux, sorti en 2019. Il s'agit d'un remake du film américain How to Be a Latin Lover de Ken Marino sorti en 2017 et non distribué en France.
Avec seulement 281 412 entrées, c'est le pire résultat du réalisateur et le dixième « plus gros flop » du cinéma français pour l'année 2019 selon Le Point.

## Synopsis
Quand son père meurt tragiquement des conséquences de son épuisement au travail de chauffeur-routier, le petit Alex confie à sa sœur Sara qu'il deviendra gigolo pour gagner beaucoup d'argent sans jamais avoir à travailler.
Dix ans plus tard, Alex est un jeune et bel escort-boy et il parvient à séduire Denise, une richissime dame âgée de 65 ans. Il passe 28 années de vie commune à profiter d'un luxe et d'une oisiveté dans la plus grande indécence, vérifiant chaque matin que sa dulcinée est encore vivante.
Mais un jour, Alex se fait expulser par Denise qui le trompe avec un homme plus jeune. Il se retrouve à la rue et se réfugie chez sa sœur, devenue entre temps architecte, où il fait la connaissance de son neveu Hugo, âgé de 10 ans. Mais Alex n'a qu'un seul but : retrouver au plus vite une nouvelle veuve, plus riche et surtout plus vieille.
Aussi, lorsque Hugo avoue être secrètement amoureux d'Eva, une copine d'école dont la grand-mère Samantha Hirsch est l'une des plus riches veuves de la région, Alex, sans lui dévoiler ses réelles intentions, va lui enseigner ses techniques de drague...

## Fiche technique
- Titre original : Just a Gigolo
- Titre international anglophone : How to Be a French Lover
- Réalisation : Olivier Baroux
- Scénario : Olivier Baroux et Kad Merad, d'après le film How to Be a Latin Lover de Ken Marino écrit par Chris Spain et Jon Zack
- Directeur de la photographie : Christian Abdomnens
- Montage : Stéphan Couturier
- Chef décorateur : Jean-Jacques Gernolle
- Chef costumes : Sandra Gutierrez
- Costumière : Camille Rabineau
- Production : Richard Grandpierre, Dimitri Rassam et Frédéric Doniguan
- Sociétés de production : TF1 Films, Chapter 2, Eskwad Productions et Globalgate Entertainment
- Société de distribution : Mars Distribution (France)
- Pays de production :  France
- Langue originale : français
- Format : couleur - 2,39:1
- Genre : comédie
- Durée : 94 minutes (1 h 34)
- Date de sortie : 
  - France : 17 avril 2019

## Distribution
- Kad Merad : Alex
- Anne Charrier : Sarah
- Léopold Moati : Hugo
- Pascal Elbé : Daniel
- Anny Duperey : Samantha Hirsch
- Thierry Lhermitte : Sammy
- Guy Lecluyse : Serge
- Lionel Abelanski : Gilles
- Albane Mazel : Eva
- Arièle Semenoff : Denise
- Vincent Jouan : Hubert
- Caroline Anglade : Lydie
- Andréa Ferreol : Sophia
- Yann Papin : Michel
- Enya Baroux : Laura
- Pierre Samuel : Rémy
- Mathilde Moigno : La fille abordée
- Mila Jubelin-De Meyer : Sarah enfant
- Remy Jobert : Alex 22 ans
- Matisse Jacquemin-Bonfils : Alex enfant
- Yann Lerat : le convive à la piscine

## Production
Le film, produit par TF1 Films, Chapter 2, Eskwad Productions et Globalgate Entertainment, est un remake de la comédie américaine How to Be a Latin Lover écrite par Chris Spain et Jon Zack et réalisée en 2017 par Ken Marino. Le titre anglophone à l'international How to Be a French Lover est une référence explicite au film original.

### Différences avec la version originale
Le scénario d'Olivier Baroux et Kad Merad transpose l'histoire dans le sud de la France en reprenant fidèlement le scénario du film original, jusque dans les personnages principaux et secondaires ainsi que la plupart des détails de la mise en scène et des dialogues. Les prénoms ont tous été changés sauf ceux d'Hugo et de Sarah. Seul le personnage interprété par Thierry Lhermitte n'existe pas dans le film de Ken Marino, ce qui donne lieu à une longue scène et des dialogues inédits. Toutefois, le film d'Olivier Baroux est 21 minutes plus court et ne comporte pas un certain nombre de scènes du scénario original.
| How to Be a Latin Lover | Just a gigolo |
| --- | --- |
| Maximo et Sara sont mexicains et immigrent ensuite à Los Angeles en Californie. | Alex et Sarah sont Français et l'histoire se déroule sur la Côte d'Azur. |
| Après que leur père est mort, Maximo, Sara et leur mère se retrouvent à vivre dans leur voiture break. | Après la mort du père, Alex, Sarah et leur mère habitent dans leur caravane. |
| À la sortie de la piscine, Maximo lance à la riche Peggy pour la séduire : « Oh, I think I make you wet ! », ce qui en anglais a un double sens. | La même scène est traduite littéralement par « Excusez-moi, je vous ai mouillée ? », sans allusion à caractère sexuel. |
| Pour fêter leur anniversaire de mariage, Peggy achète une McLaren orange à Maximo. | Pour leur anniversaire de rencontre, Denise achète une Aston Martin noire à Alex. |
| Au restaurant, Rick échange à regret son plat de viande avec l'entrée de légumes de sa compagne Millicent, puis il lui porte à la bouche un morceau de viande dans un jeu que l'on devine érotique. Plus tard Rick avouera que Millicent l'oblige à prendre de la testostérone de cheval. | Daniel est directement servi d'une entrée d'asperges alors que Sophia a un plat de canard et pommes de terre. Daniel réclame de pouvoir sucer un morceau de viande. Plus tard on verra Daniel manger des barres chocolatées en cachette.               |
| Après 25 ans de mariage, Peggy annonce la séparation avec Maximo et elle lui rappelle qu'il a signé un contrat prénuptial dans lequel il est spécifié que rien ne lui revient. | Après 28 ans de vie commune, lorsque Denise annonce à Alex que c'est terminé entre eux, celui-ci réalise qu'ils n'ont jamais été mariés. |
| Rick dit à Maximo qu'il doit rapidement retrouver une nouvelle héritière et lui suggère de loger chez sa sœur en attendant. | Daniel propose à Alex d'aller voir Sammy, le « roi des gigolos », pour l'aider à refaire surface. C'est ce dernier qui lui recommande de retrouver une héritière plus riche et plus vieille, et lui conseille de renouer avec sa famille en attendant. |
| Les jeux érotiques de Rick et Millicent sont : policier et cambrioleur, livreur de pizza « saucisse extra-large ». | Daniel et Sophia jouent au pompier et à la femme de ménage, au chasseur et au lapin. |
| Suivant les indices donnés par Rick, Maximo tente de séduire Celesta en lui parlant de sa passion pour l'alpinisme, pour le train et de son plat préféré le poulet frit. Celle-ci lui montre qu'elle a deux prothèses de bras : l'un perdu dans la face nord de l'Everest, l'autre dans un accident sur une voie ferrée. En outre elle est devenue végétarienne et a fondé une association de défense des volailles. | Alex séduit Samantha en lui parlant de la beauté de ses genoux ; celle-ci lui réplique qu'ils sont en titane à la suite d'un accident de ski à Megève.                                                                                                 |
| Millicent arrive au rendez-vous avec Sara en hélicoptère piloté par Maximo, qui emmène ensuite Hugo faire un tour et le laisse piloter un moment. | Sophia arrive au rendez-vous avec Sarah en voiture avec chauffeur, suivi d'Alex. Hugo n'est pas présent. |

Par contre,  le dialogue copié sur l’original américain a entraîné une erreur  : en travaillant chez Fiona, la marchande de glaces, Alex reçoit " le salaire de sa semaine ", comme aux États-Unis,  alors qu’en France le salaire est mensuel depuis 1968.

## Musique
La chanson Just a Gigolo qui a donné son titre au film est interprétée en générique de fin par Kad Merad et le jeune Léopold Moati.

## Accueil

### Critiques
Le film reçoit une note moyenne de 3/5 sur Allociné. Les critiques de la presse française sont plutôt négatives : Le Dauphiné libéré écrit : « ni dans la dentelle fine ni dans le haut de gamme scénaristique ».

### Box office
Le film sort le 17 avril 2019, avec 20 576 entrées (pour 412 copies), il se classe troisième des nouveautés.
Après une semaine il cumule seulement 133 641 entrées, il signe ainsi le pire démarrage de la carrière du réalisateur des Tuche mais également le plus faible lancement de celle de Kad Merad en tant que comédien.
Le film quitte les salles après seulement 5 semaines d'exploitation et le très faible total de 281 412 entrées. Il rapporte à peine 2,2M€ pour un budget de 10,25M€. Il se classe ainsi au dixième rang des films les moins vus durant l'année 2019.